# Lucanus kerleyi
Lucanus kerleyi es una especie de coleóptero de la familia Lucanidae.

## Distribución geográfica
Habita en Uttar Pradesh y Nepal.